# Celle qui fut
À chaque album de la série est associée une liste de musiques d'ambiance. Pour ce tome :
- Kishori Amonkar : Koi kahiyo re prabhu awan ki
- John Cage : Dream
- Ella Fitzgerald & Louis Armstrong : April in Paris.

## Personnages
- Jonathan :

## Résumé
Jonathan prend le train pour Delhi. Au cours d'un arrêt il entend un mainate qui chante April in Paris. Ceci lui remémore un été d’internat à Almora. Il décide de suivre ses souvenirs en retournant à Almora avec le mainate.